# Стршлен
«Стршлен» (серб. Stršljen / Стршљен, буквально «Шершень») — сербский реактивный гранатомёт, состоящий на вооружении Сербии, Северной Македонии, Ирака и Сирии.

## Описание
Лёгкий по массе (13 кг в боевом положении), изготовлен из армированного пластика. Калибр 120 мм, начальная скорость полёта снаряда — 205 м/с. Эффективен против бронетехники, скопления живой силы и фортификационных сооружений (пробивает броню толщиной до 800 мм по нормали к поверхности). Эффективная дальность поражения — 550 м, максимальная — 950 м. Предназначен для индивидуального использования.